# Alto Cedro
Alto Cedro es una localidad cubana situada en el municipio de Cueto, en la provincia de Holguín, lindando con la provincia de Santiago de Cuba al sur. En el censo de 2008 tenía una población de 2.063 habitantes, que se dedican fundamentalmente al trabajo agrícola de la caña de azúcar. Alto Cedro se sitúa en la llanura provocada por los ríos Nipe al oeste y Cauto al este, y a apenas 15 km de la casa Lugar de Nacimiento de Fidel Castro, en Birán. Además, Alto Cedro tiene renombre por ser una de las cuatro localidades que Compay Segundo cita en su famosa canción Chan Chan (1984), junto con Marcané, Cueto y Mayarí.

## Historia

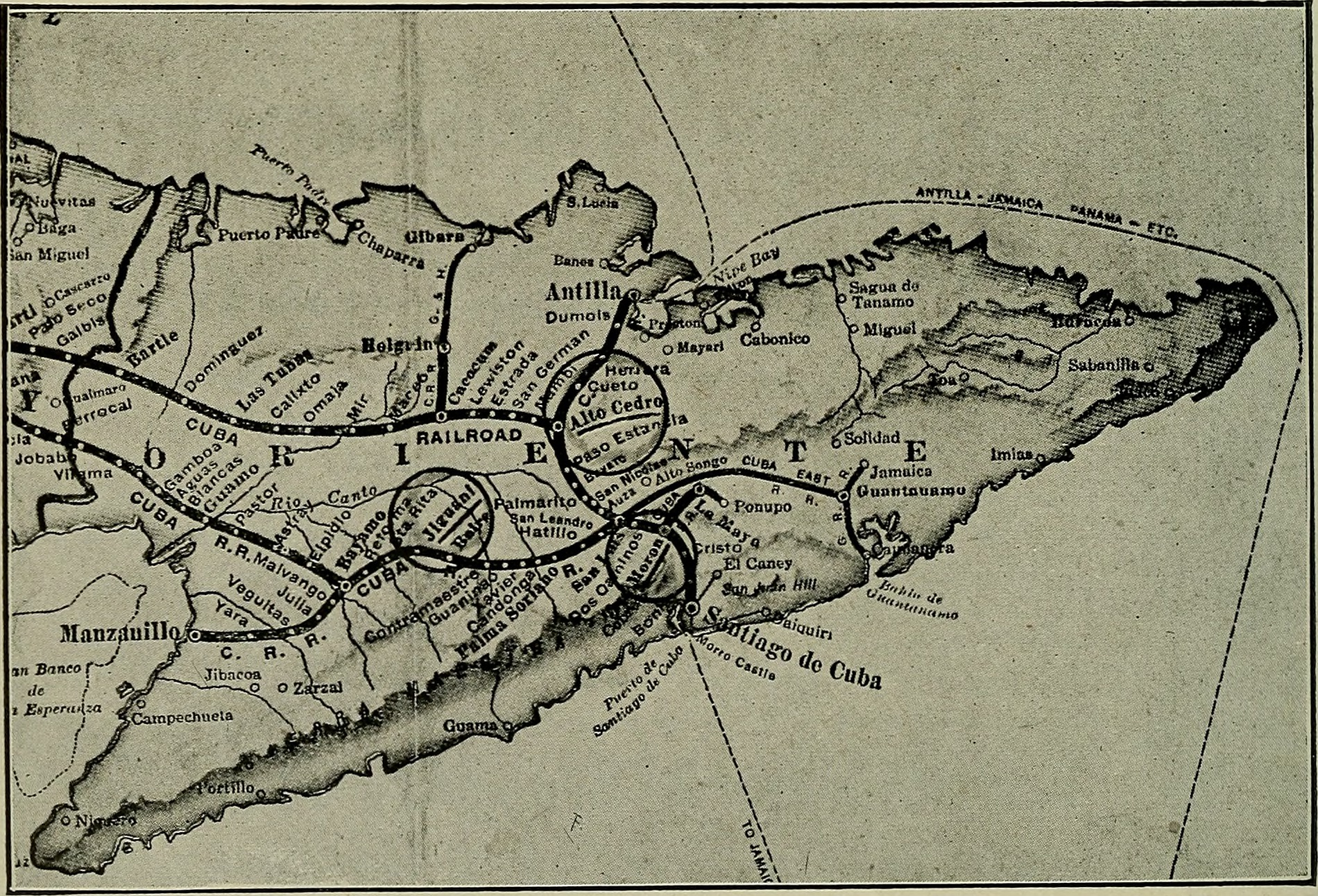
Mapa de principios de con las nuevas líneas construidas. Marcado con un círculo, el nudo de Alto Cedro

Motivado por la industria azucarera del Oriente cubano, en 1888 se inició la construcción de un ferrocarril hacia Santiago. A medida que se creaba la red, nuevos pueblos se fueron fundando: Marcané en 1901, Cueto en 1903, Herrera en 1904, Antilla en 1905... etc. Uno de estas nuevas poblaciones fue Alto Cedro, fundado en 1903 en el término municipal de Palma Soriano, que rápidamente se convertiría en un nudo importante para el transporte ferroviario.
Originalmente, Alto Cedro formó parte del municipio de Palma Soriano, pero a partir de 1963, pasaría a depender de Mangos de Baraguá. Finalmente pasaría al municipio de Cueto tras la nueva división territorial cubana de 1976.
Entre 2009 y 2011 se dio la «Ruta del Son» o «Ruta del Chan Chan», que recorre Alto Cedro, Marcané, Cueto y Mayarí.